# Ciutat de Barcelona 1998
Il Ciutat de Barcelona 1998 è stato un torneo di tennis facente parte della categoria ATP Challenger Series nell'ambito dell'ATP Challenger Series 1998. Il torneo si è giocato a Barcellona in Spagna dal 12 al 18 ottobre 1998 su campi in terra rossa.

## Vincitori

### Singolare
Fernando Vicente ha battuto in finale  Jan Frode Andersen con il punteggio di 6–3, 6–3

### Doppio
Jose-Antonio Conde /  Javier Sánchez hanno battuto in finale  Massimo Bertolini /  Cristian Brandi con il punteggio di 4–6, 6–4, 6–3